# انجل انجلو
انجل انجلو (بلغاری: Ангел Ангелов؛ زادهٔ ۱۰ ژوئیهٔ ۱۹۴۸) بوکسور اهل بلغارستان است.